# Flussbad Rehsumpf

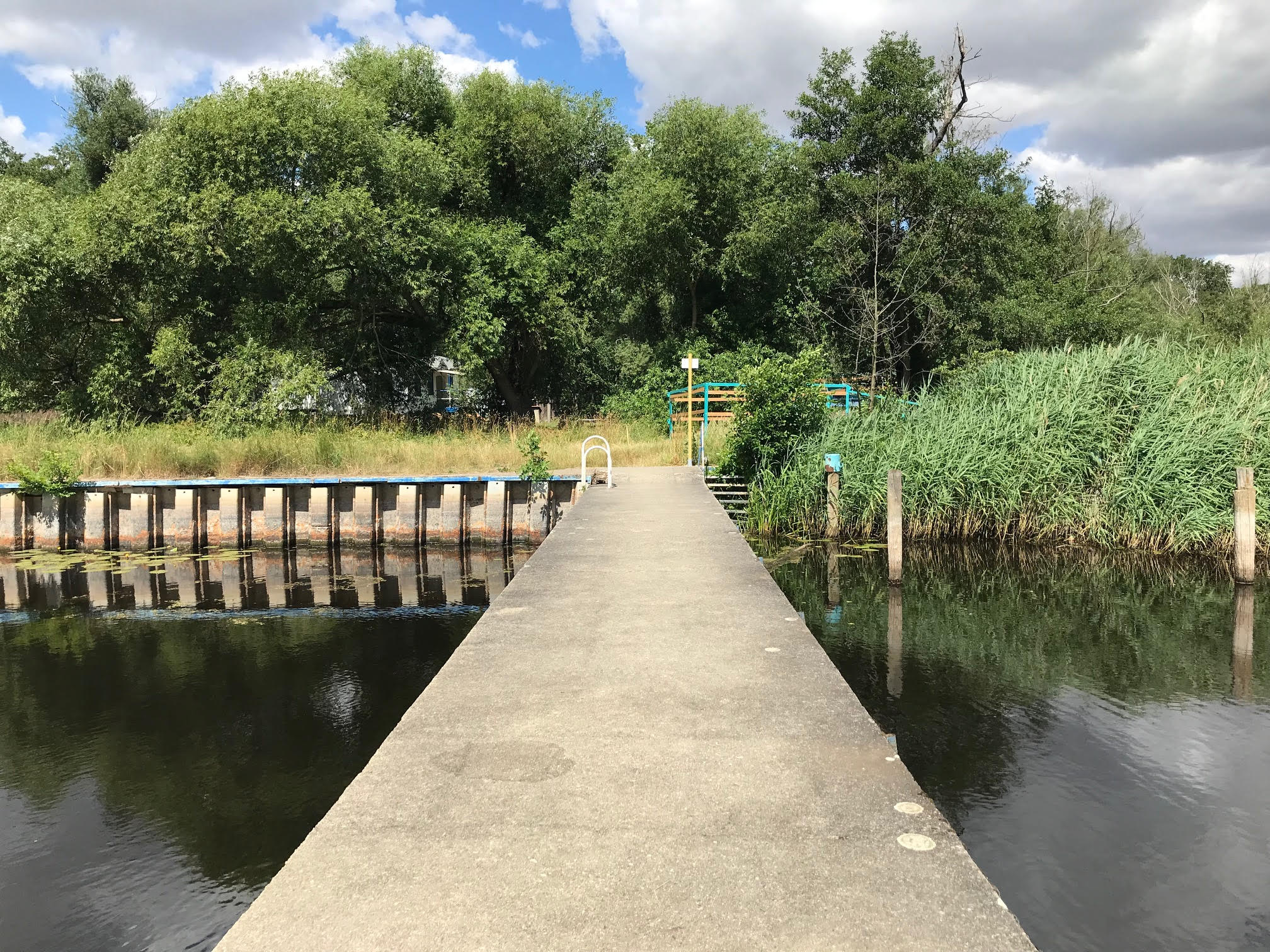
Badesteg, im Hintergrund rechts der „Schweinekasten“, zwischen den Bäumen die Kabinen

Das Flussbad Rehsumpf ist ein Naturfreibad in Dessau-Roßlau. Mit seinem Erbauungsjahr von 1907 gehört es zu den ältesten Flussbadeanstalten Deutschlands. Wegen der Bauweise aus Holz sind historische Badeanstalten nur selten erhalten. Rehsumpf ist damit ein seltenes Zeugnis deutscher Flussbadekultur aus der Zeit vor dem Ersten Weltkrieg  und der Lebensreformbewegung. Das Flussbad ist ein Baudenkmal in Dessau-Roßlau. Charakteristisch für die baulichen Anlagen sind die Stelzenbauten mit hölzernen Badehäuschen.

## Lage
Das Flussbad liegt auf einer Insel in der Dessauer Wasserstadt in einem Bogen der Jonitzer Mulde. Die Auenlandschaft Untere Muldeaue, zu dem der Rehsumpf gehört, ist ein ausgewiesenes Flora-Fauna-Habitat (FFH-Gebiet). Das Landschafts- und Vogelschutzgebiet ist Heimat für seltene Tier- und Pflanzenarten. Zudem sind Insel und Rehsumpf partiell Teil des UNESCO-Welterbes Dessau-Wörlitzer Gartenreich.

## Geschichte
Johann Bernhard Basedow hatte 1774 in Dessau mit dem Philanthropinum eine Schule gegründet, in deren Pädagogik Sport ein wichtiger Bestandteil war. Sein ganzheitlicher Ansatz bereitete den Weg für die Badekultur der Stadt. Einst galt Dessau mit insgesamt 10 Einrichtungen als Hochburg für Flussbäder. Der Dessauer Schwimm-Club von 1904 e. V. erbaute das Flussbad Rehsumpf im Jahr 1907. Seine Glanzzeit war Mitte der 1920er Jahre, als der Verein über 1.600 Mitglieder zählte. Zu dem Zeitpunkt wurde die Anlage um ein Wettkampfbecken im Nebenarm erweitert.

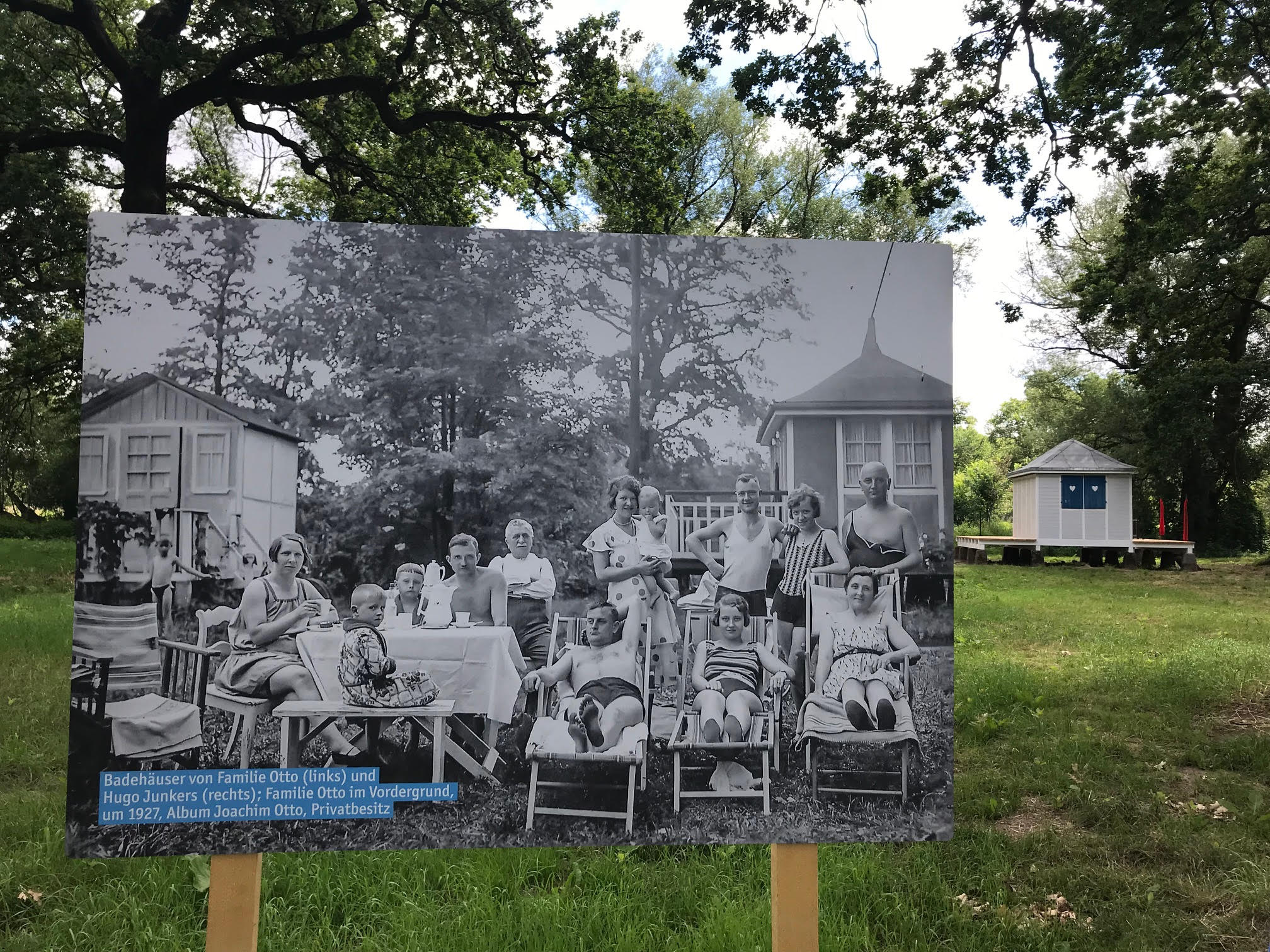
Historisches Foto mit Hugo Junkers (re), sein saniertes Badehäuschen im Hintergrund rechts

Anhänger des Bauhauses waren unter den Badegästen. Prominentester Nutzer des Freibades Rehsumpf war damals Hugo Junkers, Dessauer Ingenieur und Unternehmer. Er baute für seine Familie ein eigenes freistehendes Badehäuschen, weiß mit blauen herzbeschnitzten Fensterläden. Junkers veranlasste 1931 einen Saalanbau am Wirtschaftsgebäude und den Neubau eines Vereinsgebäudes. Ein Nachfahre von Junkers sprach bei der Wiedereröffnung am 26. Juni 2019.
Im Zweiten Weltkrieg erlitten mehrere Gebäude Brandschäden. Trotz der Beschädigungen wurde der Betrieb 1945 wieder aufgenommen. Während der DDR gehörte das Bad zur Betriebssportgemeinschaft des VEB Maschinenfabrik und Eisengießerei Dessau. Es diente auch weiterhin als öffentliche Badeanstalt. Die Mulde wurde seit den 1940er-Jahren durch die Industrie in Bitterfeld stark verschmutzt. Eine Verschlechterung der Wasserqualität erzwang 1947 die Schließung des Familienbads, woraufhin auch die Wettkampfbahn zur öffentlichen Nutzung freigegeben wurde. Seit der Deutschen Wiedervereinigung ging die Zahl der Nutzer zurück. Aufgrund ihrer historischen Bedeutung wurde die Badeanlage 1995 unter Denkmalschutz gestellt.
2002 wurde die Anlage durch das Elbhochwasser stark geschädigt, anschließend durch Landesmittel und Eigenleistungen wieder in Stand gesetzt. Der ABUS-Sportverein zog sich 2012 aus der Trägerschaft der Badeanlage zurück. Bis 2012 wurde das Flussbad noch genutzt. 2013 folgte ein weiteres Hochwasser, welches erneut immense Schäden anrichtete. Das Land stellte 290.000 € für die Beseitigung der Schäden zur Verfügung. Es wurden jedoch keine Instandsetzungen durchgeführt, sondern der Abriss im Sommer 2015 beschlossen. Nach der Veröffentlichung des Beschlusses kam es zu Vandalismus. Noch im Frühjahr 2016 war der Abriss geplant. Engagierte Bürger gründeten 2016 den Verein Rehsumpf e. V., der sich die Wiederbelebung des Rehsumpf-Bads zur Aufgabe gemacht hat.

## Wiederbelebung
Der Verein Rehsumpf e. V. hat das Gelände von der Stadt gepachtet. Ziel ist es, das Flussbad als historisches Zeugnis zu erhalten. Der Gefahr der Hochwasserregion soll mit ressourcenschonendem Umgang mit der Natur begegnet werden. Das Leitmotiv der Sanierung lautet „Mit dem Wasser leben.“ Belebung und Pflege sollen Vandalismus vorbeugen.
Am 26. Juni 2019 fand die Wiedereröffnung der Flussbadanlage Rehsumpf statt. Der Fluss verfügt wieder über eine sehr gute Wasserqualität. Allerdings durfte nicht geschwommen werden, weil das Gewässer dem Landesanglerverband Sachsen-Anhalt gehört. Eine Einigung für eine gemeinsame Nutzung wird für 2020 angestrebt.

## Ausstattung

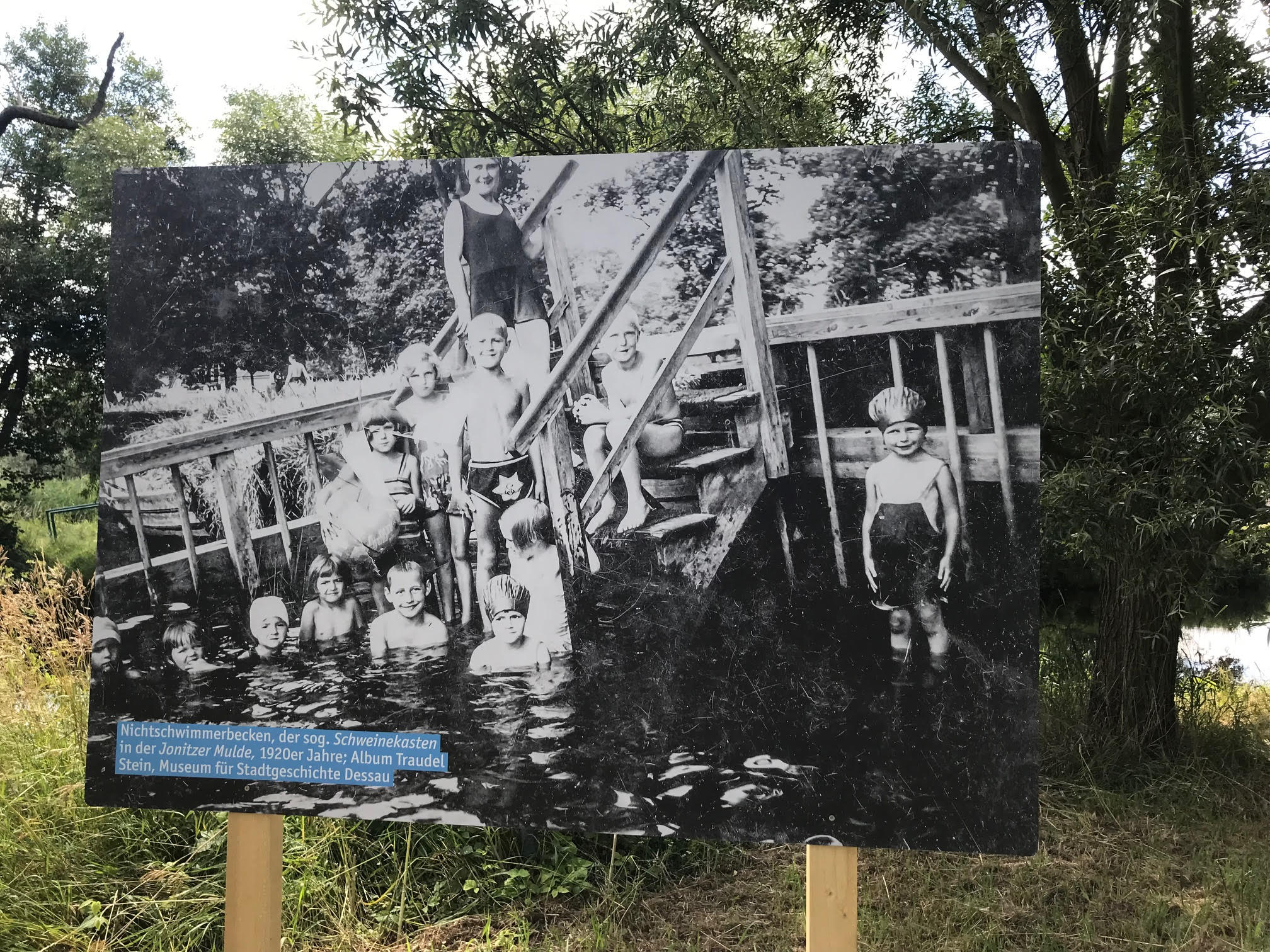
Reproduktion eines historischen Foto des „Schweinekastens“, vor Ort

Die Umkleidekabinen wurden in leichter Holzbauweise auf einer Beton-Stahlkonstruktion erbaut, die an die steigenden Wasserstände angepasst werden konnte. Die rund 90 Kabinen sind in der Hand einzelner Familien.
Das Sportbecken im Nebenarm hat eine Länge von 50 Metern. Der Nebenarm wird vom Grundwasser gespeist und führt deshalb durchgängig sauberes Wasser. In den 1920er Jahren wurde das Becken für die Armee eingerichtet. Zu DDRl-Zeiten trainierten hier Wassersportler bekannter Sportvereine.
Im sogenannten „Schweinekasten“ wurden früher Kinder und Nichtschwimmer ins Wasser gelassen, um Schwimmen zu üben.
Es handelt sich um ein hölzernes Gatter, mit Latten als Boden, wie im Schweinestall. Der Kasten konnte im Wasser mittels Pfosten in unterschiedlichen Höhen befestigt werden. Der Verein Rehsumpf e. V. hat dieses historische Kinderschwimmbecken geborgen und lässt es sanieren.
Zur Anlage gehören eine Gastwirtschaft und ein Vereinsheim. Seit 2010 ist die Gastwirtschaft ohne Pächter. Mittlerweile wurden die Räume saniert und eine Solaranlage installiert.
Vom ehemaligen Spielplatz sind Tischtennisplatte und Außen-Kegelbahn erhalten.

## Galerie

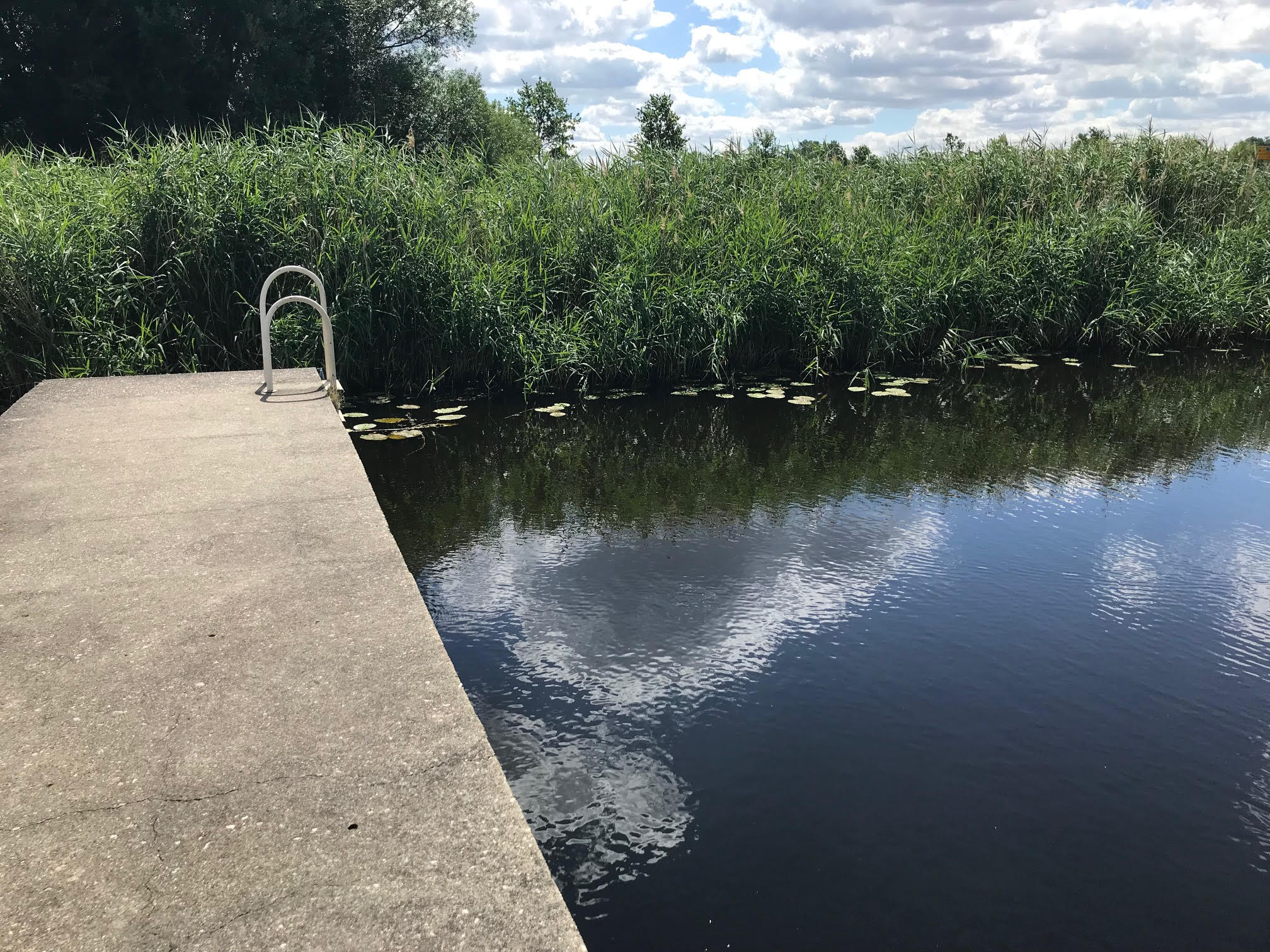
Badesteg in idyllischer Natur
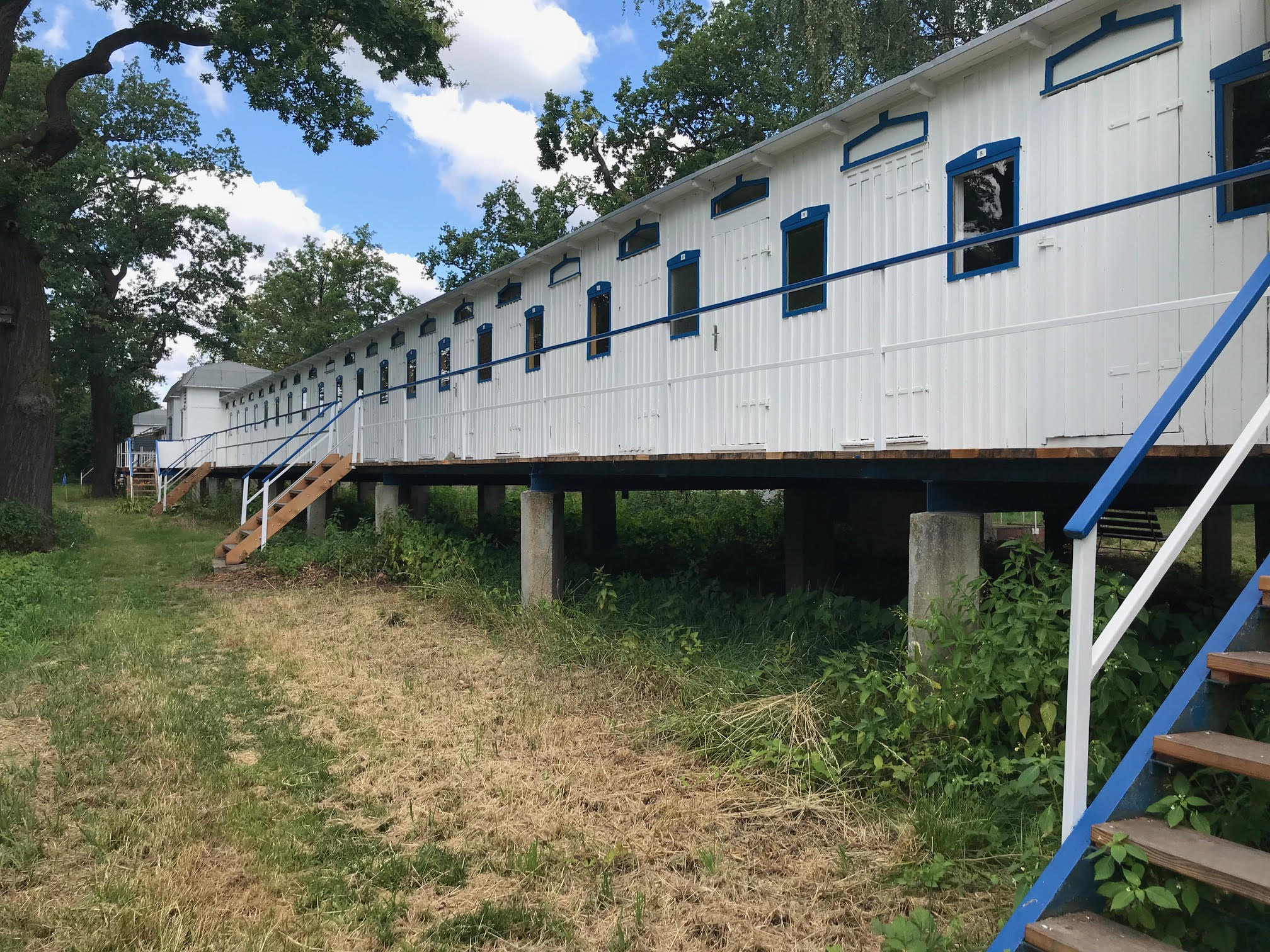
Typische Bauweise der hölzernen Kabinen auf Stelzen
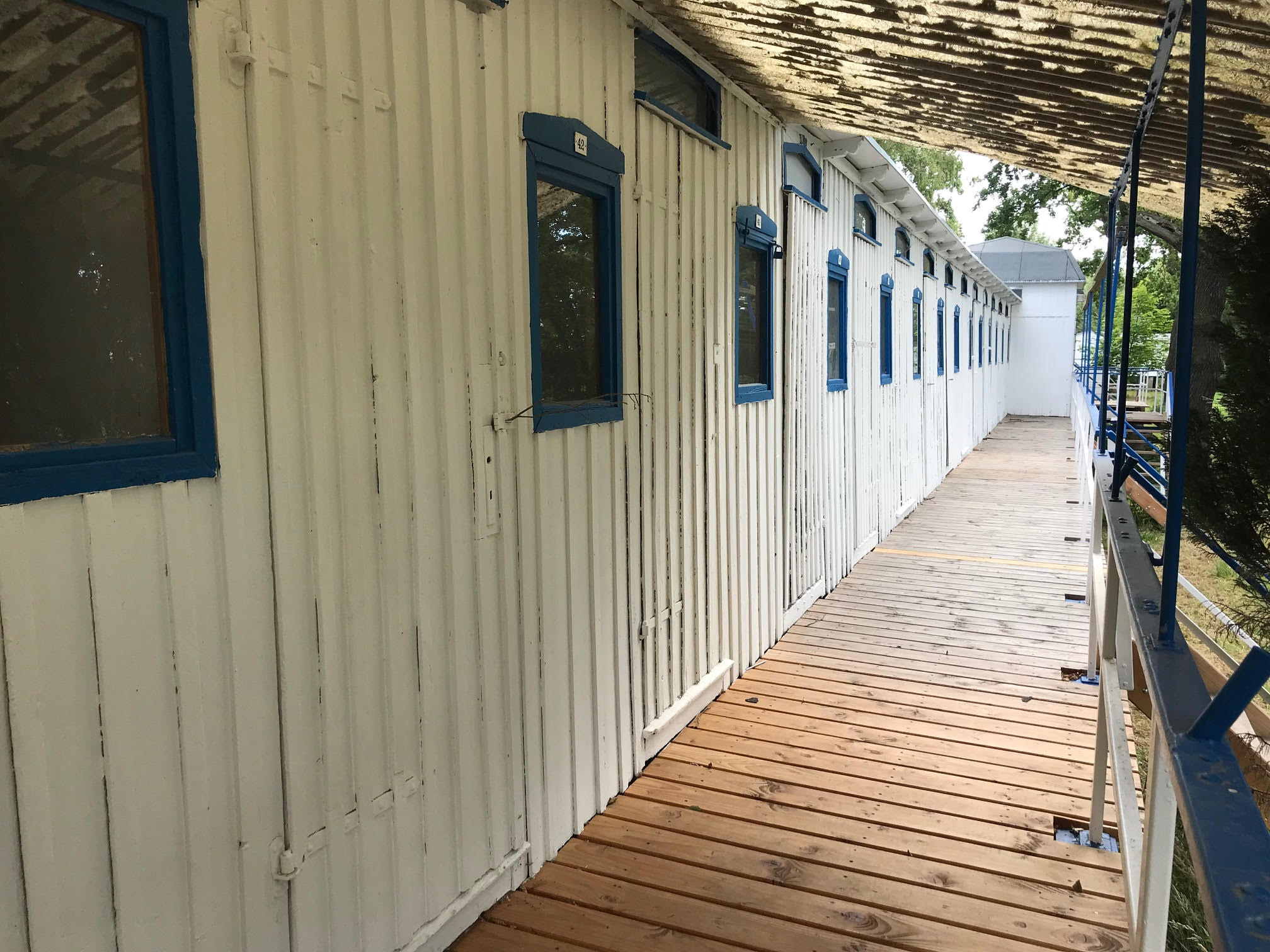
Flucht der hölzernen Umkleidekabinen mit Laufsteg
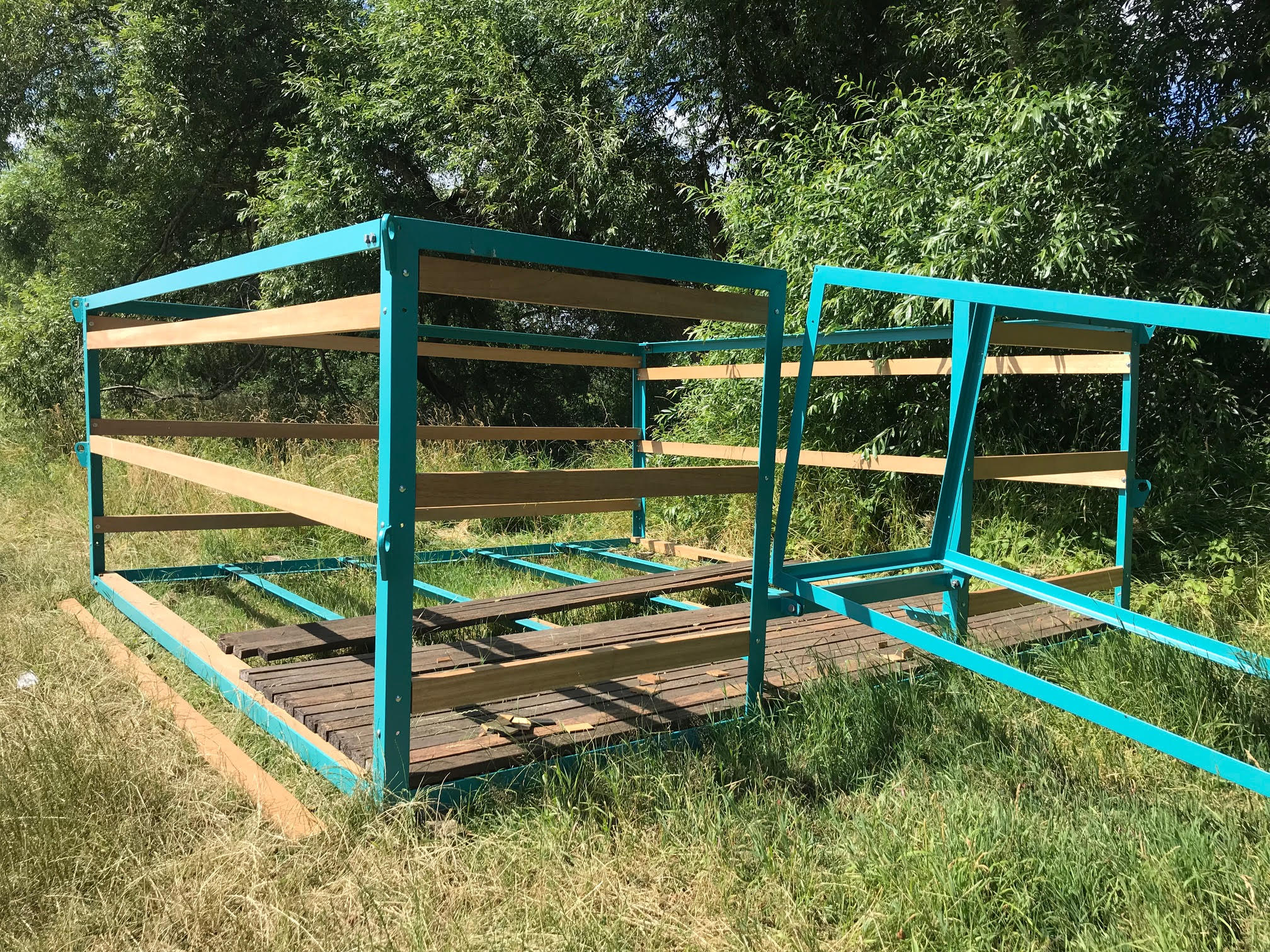
Der „Schweinekasten“ wird restauriert (2019)